# Napoli Centrale (album)
Napoli Centrale è l'album di debutto del gruppo musicale omonimo, pubblicato nel 1975.

## Tracce
Lato A
Testi di Franco Del Prete, musiche di James Senese
1. Campagna – 8:00
2. 'A gente 'e Bucciano – 8:40
3. Pensione Floridiana – 3:30

Durata totale: 20:10
Lato B
Testi di Franco Del Prete, musiche di James Senese
1. Viecchie, mugliere, muorte e criaturi – 9:55
2. Vico primo Parise n° 8 – 7:30
3. 'O lupo s'ha mangiato 'a pecurella – 6:55

Durata totale: 24:20

## Musicisti
- James Senese - sassofono tenore, voce
- Mark Harris - pianoforte elettrico Fender
- Tony Walmsley - basso
- Franco Del Prete - batteria, percussioni, fischietto

Note aggiuntive
- Napoli Centrale - produzione, arrangiamenti, mixaggio
- Paul Nunn - produzione, tecnico del suono, mixaggio
- Alan Frenkiel - management personale[1]